# 私立大學
私立大學（英語：private university）是指由民間成立、以自費營運的大學，其主要經費來源仰賴學費、捐款、募款等非政府資金，以維持其獨立非營利組織之特性。
私立大學常被膚淺定義成完全自費營運的高等院校，相對於以公費營運的公立大學。然而在實際上，私立、公立大學的分界線並不明確；以美國舉例，一些主要的美國私立大學的政府補助金額遠超普遍的公立大學，如美國康奈爾大學有四座學院完全由政府補助，約翰霍普金斯大學、麻省理工學院等校每年都取得來自聯邦政府的龐大公共撥款，支持大學研究及向貧困學生提供學位，數額甚至比一般州立大學高出數十倍，按實際已經可視作公立大學；而一些主要的公立大學所接受到的政府補助卻只佔大學整體支出很少百份比，如美國密西根大學、弗吉尼亞大學等校的州政府補助佔大學整體支出不到四個百份比，這些所謂的公立大學的資金來源更強調學費收入、募款及捐款，實質上更像是私立大學。密西根大學曾於2008年提出私有化的建議：弗吉尼亞大學則於2012至13學年提出半私有化的建議。英國的大學亦推崇高度自治，單從資金來源來看，牛津大學官方亦同意他們更像是一所私立大學，因為連英國政府也無法左右大學學費的決策。
歷史上，大學「私有化」或「公有化」的例子也不少，一些曾經的公立大學已改制成私立大學，如美國杜蘭大學；而一些曾經的私立大學則已被當地政府接收，例如一些中國大陸早期的基督教私立大學，它們因政治原因被接收，重組成由政府控制的高等院校，例如廣州嶺南大學。

## 世界上的私立大學
世界各國幾乎都有私立大學的存在，由於西方大學起源與宗教活動密不可分，故歐美大學的建學基礎更傾向民間資金，發展較為獨立自主。亞洲（日本以外）私立大學的發端，則以19世紀末、20世紀初，西方東來的基督宗教教會大學為主，影響力亦相當深遠。

### 美國
美國的私立大學與公立大學同樣享有政府補助，如美國康奈爾大學有四座學院由聯邦政府完全補助。政府揚言縮減補助金，亦曾改變哈佛大學的招生政策。

### 英國
英國大學的「公立」、「私立」性質不易區別，因為幾個世紀以來，英國大學一直推崇高度自治，且直到20世紀初都仰賴政府資金經營。根據牛津大學的官方解釋，他們既是公立大學，也是私立大學。

### 澳洲
創立於1987年的邦德大學是澳洲第一所私立大學。該校採三學期制，學生僅須在學兩年。但法學課程須就讀八學期。

### 日本
日本擁有一批具國際聲譽的私立大學，尤以東京圈的「早慶上理·MARCH」以及關西地區的「關關同立」最具重要性，泛稱13間「難關私大」。此外，國際基督教大學是麥克阿瑟推動設立的美式博雅學院，有3分之1的課程採全英語教學。學習院大學是傳統上的「皇室大學」；國學院大學、皇學館大學則肩負特殊的神道教使命。
除了接受文部科學省Global 30計畫特別補助的早慶上智、明治大學、同志社大學及立命館大學，其他私大也從政府接受少部份的經常性補助費，但仍以學費與校友捐款為主要資金來源。公司、財團設立的私立大學，則有來自設立者的資金挹注（如：三菱系的成蹊大學），但不受國家的任何經常性補助。一般而言，私立大學的學費較公立大學（含國立、縣立、市立等）高，理科又比文科更加昂貴。但也有一部分的私立大學學科／學系的費用比公立大學便宜。
在部份西方國家，有將三年制的大學課程縮短為兩年即可畢業的制度。此制度雖然有減少學生經濟負擔、可以儘早就業的優點，但也有影響教學品質之虞。在日本，只有立命馆亚洲太平洋大学實施此制度。此外，公司設置的訓練學校、地方自治體設立的學校法人（公立民營大學），近來也被稱為私立大學。目前，日本全國有75%的大學都是私立大學。

### 韓國
創立於1398年李氏朝鮮時代的成均館，是韓國第一所私立大學，也號稱東亞最初的私立大學。該校於1946年改制現代大學，即成均館大學。
韓國的大學大多位於首爾，全國排名前15強的大學，有10所屬於私立大學。而合稱「SKY」的3所最頂尖大學，也包含兩所私立大學：高麗大學（K）和延世大學（Y）。

### 臺灣
1974年，《私立學校法》頒布，要求所有民辦學校皆登記為「財團法人」，並規範私立學校財務、收費事務。
台灣戒嚴時期，未實施學院升格之前，台灣僅有9所私立綜合大學及獨立學院（依序是天主教輔仁大學、 東吳大學、東海大學、淡江大學、逢甲大學、中原大學、靜宜大學、中國文化大學及大同工學院）、及4間私立醫學院（台北醫學院、高雄醫學院、中國醫藥學院及中山醫學院）。
現有105所私立大專院校；35所一般大學、52所技職校院、10所專科學校以及8所宗教研究學院。

### 香港

#### 早期發展
香港的私立大學發展較晚，民辦的專上院校雖然早於1950年代便相繼出現，但要到2006年才有首所民辦的專上院校獲准正名成為私立大學。香港在1960年代以前，只有一所政府於1912年成立的香港大學可頒授認可的大學學位，中共在1949年在中國大陸建政後，當時有曾經接受高等教育的師生從中國大陸逃到香港開辦私立高等院校，也有原在中國大陸的私立高等院校，如私立嶺南大學及私立珠海大學，在中共接管校舍原址後遷徙到香港繼續營辦，但該等民辦大專院校在當時沒有得到香港政府的承認，沒有授予大學學位的資格，也不能使用「大學」作為名稱，故只能以書院為名繼續辦學。由於民辦學校沒有頒授香港本地學位的資格，所以部分院校如珠海書院便向已流亡到台灣的中華民國政府註冊，以便發出非本地的學位證書，但由於該等學歷不受香港政府的認可，故在香港升學就業都受到很大限制。

#### 納入規管及升等
香港於1970年代只有兩所大學可頒授學位，包括於1963年由政府主導成立的香港中文大學（由三所私立中文專上院校合併），但當時政府認可高等院校所提供的學額不足，因此只有極少數高中畢業生有接受高等教育的機會，政府於是有限度容許民間開辦高等教育課程，同時通過香港法例第320章《專上學院條例》進行規管。1970年代起，浸會書院、嶺南書院及樹仁書院，都依據《專上學院條例》註冊成為認可專上學院，並把名稱由「書院」改為「學院」，但民辦院校在當時並不能頒授學位，只能授予文憑學歷的證書，於是這三所認可專上學院都為達到學士學位程度的畢業生發出榮譽文憑，以便符合香港法例的限制，同時與一般的文憑學歷作出區別。
1970年代後期，香港政府為擴充大學學位，於是提出向私立高等院校提供資助，但必須接受政府提出的各項條件，包括改行大學課程三年制，容許政府介入學院的管治，由政府決定院校的角色及分工，當中的浸會學院及嶺南學院，先後於1980年代初接受政府提出的建議取得政府資助，但部分學系因為要配合政府對院校的定位而被迫停辦，當中包括浸會學院的土木工程系，嶺南學院的音樂系都因此結束，兩校得到政府資助後，有較多資源發展，並於1990年代先後通過立法升格成為法定大學，惟失去原有的獨特性及對管理架構的自主權。
香港政府於2001年為推動私立院校的發展，決定修訂《專上學院條例》，容許私立院校經行政長官會同行政會議批准後頒授學士學位，並在符合成為大學的準則後申請使用「大學」作為名稱。

#### 第一所私立大學
創立於1971年的香港樹仁書院，及後於1976年依據《專上學院條例》註冊為香港樹仁學院，但由於樹仁學院不跟從政府執行大學三年制，繼續維持開辦四年制的學士學位課程，所以未能如順應政府要求改制的浸會學院及嶺南學院般得到政府資助，此後該校的發展大受限制，只能頒授榮譽文憑而不能授予正式學位，直至香港政府於2000年後支持發展私立大學，及計劃推行三三四學制後，樹仁學院獲准開辦認可學士學位課程，其後通過學科範圍評審，香港樹仁學院於2006年12月得到政府批准正名為香港樹仁大學，成為香港第一所私立大學，樹仁大學直至2018年10月前仍是香港唯一的私立大學。

#### 私大正名規範化
樹仁學院於2006年正名為大學後，多所私立專上院校都爭取升格為大學，政府於2015年公佈專上院校正名為大學的準則，首個程序是有意成為私立大學的民辦高等院校必須根據香港法例第320章《專上學院條例》註冊成為認可專上學院，政府並且在院校所辦課程的範疇、學生人數、學術評審及研究能力方面，都提出升格為大學的具體指標。
恒生管理學院於2018年10月獲正名為香港恒生大學，為準則於2015年公佈後首家獲升格的私立大學。明愛專上學院於2024年1月9日獲正名為聖方濟各大學，為香港首間天主教大學。
截至2024年，依據《專上學院條例》註冊，可於香港開辦認可學士學位課程，但仍未獲准使用「大學」名稱的私立專上學院，包括香港珠海學院、東華學院、香港能仁專上學院、港專學院、宏恩基督教學院和香港伍倫貢學院。

### 中國大陸

#### 晚清至民國初期
中國的私立大學是與公立大學是同一時間起步的，中國早於清末已有私立大學。由於中國在清末至民國成立後，局勢長期不穩定，由於教育經費不足，難以大範圍開展高等教育，所以直到抗戰爆發前，民辦的私立大學一直處於重要角色。
中國第一所民辦現代大學東吳大學，1900年由基督教監理會在蘇州成立，曾頒授中國第一個文學士學位。
在五四運動之前，中國的高等教育一直以民辦大學作為主力，且皆未向中央政府註冊（北伐結束前，中華民國為北洋政府、國民政府等分割統治），董事會擁有充分的自主性。

#### 民辦高等院校（截至1929年）
基督新教開辦的院校（有13所，下為部分節錄）
- 東吳大學
- 燕京大學
- 齊魯大學
- 聖約翰大學
- 金陵大學

天主教開辦的院校（有4所）
- 輔仁大學
- 震旦大學
- 天津工商学院
- 徐匯神學院

民間自辦的非宗教背景院校（有多所院校，下為部分節錄）
- 中華大學（武昌）
- 中國大學（北京）
- 朝陽大學（北京）
- 復旦大學（上海）
- 南開大學（天津）
- 廈門大學（廈門）

#### 民國訓政時期
1929年，國民政府完成北伐，形式上統一中國，進入訓政時期。當局陸續頒布《大學組織法》、《大學規程》與《私立學校規程》，全國的民辦大學被納入體制管理。自此，各民辦院校的校名須冠以私立兩字，此外，亦被要求開設「共同必修科目」。1946年的《中華民國憲法》明文规定「全國公私立教育文化機關依法律受國家之監督」。

#### 中華人民共和國建立後
1949年，中華人民共和國成立，陸續接管私立大學，並於1950年代的中国高等院校院系调整中，完全取消私立大學，公立大学自此垄断高等教育。
1980年代，政府开始允许民办高校的建立。創立於1992年的上海杉達學院是中共建政後第一所私立大學。截至2007年5月，中国大陆地区已有295所国家承认的可以颁发毕业证书的民办高校。同时，还有高等院校与民间力量合作建立的独立学院。
民办高校的师资设备一般逊于公立大学。民辦高校不一定受严格的审核和监督，学历不一定被承认。例如截至到2005年，各种民办大学总数超过1000所，但国家承认学历的民办大学只有239所，其中25所为本科学历，其它为专科学历。同时，学生不能因为就读这些学校而改变户口。

### 馬來西亞
自馬來西亞實施馬來人優先政策後，公立大學的學額幾被馬來人佔據（佔約七成），華人和其他少數民族即使能考進公立大學，往往也只能聽天由命，不能選擇自己喜歡的專業。故此，私立大學成為救生艇，為華人和其他少數民族學生提供另一種升學出路。私立大學類型包括社會人士興辦的大學，以及是華社主導的大學，當中不少有一定名氣，媲美公立大學，如拉曼大學等。

### 新加坡
截至2024年，新加坡唯一一所私立大學為新加坡藝術大學。

### 澳門
澳門近代第一所私立大學為1980年代設立的東亞大學（後來變更為公立的澳門大學）。截至2024年，澳門共有三所私立大學，分別是澳門科技大學、澳門城市大學和聖若瑟大學。